# جنوبی‌کپی آفریقایی
جنوبی‌کپی آفریقایی با نام علمی Australopithecus africanus گونه‌ای از سردهٔ جنوبی‌کپی بود که در جنوب افریقا (کشور افریقای جنوبی امروزی) زندگی می کرده‌است. قدمت فسیل‌های به دست آمده از ج. آفریقایی را نمی توان چندان قطعی تعیین کرد، حدود ۲٫۵ تا ۳٫۵ میلیون سال پیش بازهٔ قطعی‌تری است ولی قدمت این فسیل هارا با شک و گمان تا حدود ۴ میلیون سال نیز تخمین زده‌اند. تا اوایل دههٔ ۶۰ میلادی گمان بر این بود که این کپی ابزارساز بوده‌است ولی امروزه دانشمندان چندان بر این امر مطمئن نیستند.